# Кіппенгайм
Кіппенгайм (нім. Kippenheim) — громада в Німеччині, знаходиться в землі Баден-Вюртемберг. Підпорядковується адміністративному округу Фрайбург. Входить до складу району Ортенау.
Площа — 20,86 км2. Населення становить 5547 ос. (станом на 31 грудня 2020).